# 木地雅映子
木地 雅映子（きじ かえこ、1971年 - ）は、日本の小説家。

## 略歴
石川県生まれ。日本大学藝術学部演劇学科卒業。
1993年、「氷の海のガレオン」が第36回群像新人文学賞の優秀作に選ばれ、小説家デビュー。1996年、第11回坪田譲治文学賞で「氷の海のガレオン」が最終候補作に選ばれる。2009年、「マイナークラブハウス」シリーズを始動させる。2014年、『あたたかい水の出るところ』がラジオドラマ化される。2022年10月、約10年ぶりの長編『ぼくらは、まだ少し期待している』を上梓した。

## 作品リスト
- 『氷の海のガレオン』（講談社） 1994年9月 ISBN 4-06-207034-0

収録作品：「氷の海のガレオン」「天上の大陸」「薬草使い」
- 『氷の海のガレオン / オルタ』（ピュアフル文庫） 2006年11月 ISBN 4-86176-355-X、ポプラ文庫ピュアフル 2010年2月 ISBN 978-4-591-11383-7

収録作品：「氷の海のガレオン」「オルタ」
- 『悦楽の園』（ジャイブ） 2007年10月 ISBN 978-4-86176-436-3、上下巻で文庫化（ポプラ文庫ピュアフル）2010年5月 上 ISBN 978-4-591-11825-2 / 下 ISBN 978-4-591-11826-9
- 『あたたかい水の出るところ』（光文社） 2012年4月 ISBN 978-4-334-92822-3、のち光文社文庫 2014年11月 ISBN 978-4-334-76830-0
- 『夢界拾遺物語』（すこし不思議文庫） 2015年4月 ISBN 978-4-07-411826-7
- 『ぼくらは、まだ少し期待している』（中央公論新社） 2022年10月 ISBN 978-4-120-05576-8
- 『黒ばら先生と秘密のはらっぱ』（中央公論新社） 2025年7月 ISBN 978-4-120-05927-8

### 「マイナークラブハウス」シリーズ
- 『マイナークラブハウスへようこそ!』（ピュアフル文庫） 2009年1月 ISBN 978-4-86176-604-6、ポプラ文庫ピュアフル 2010年2月 ISBN 978-4-591-11428-5
- 『マイナークラブハウスの森林生活』（ピュアフル文庫） 2009年5月 ISBN 978-4-86176-661-9、ポプラ文庫ピュアフル 2010年2月 ISBN 978-4-591-11433-9
- 『マイナークラブハウスは混線状態』（ポプラ文庫ピュアフル） 2009年11月 ISBN 978-4-591-11443-8
- 『マイナークラブハウスの恋わずらい』（ポプラ文庫ピュアフル） 2010年9月 ISBN 978-4-591-12062-0

### アンソロジー
「」内が木地雅映子の作品
- 『坂木司リクエスト! 和菓子のアンソロジー』（光文社） 2013年1月 ISBN 978-4-334-92864-3、のち光文社文庫 2014年6月 ISBN 978-4-334-76763-1 ::「糖質な彼女」

## メディア・ミックス

### ラジオドラマ
- あたたかい水の出るところ（2014年11月 NHK-FM放送）